# Watoosh!
Watoosh! – debiutancki album kanadyjskiego zespołu rockowego Billy Talent znanego wtedy pod nazwą Pezz. Grupa zmieniła nazwę pod groźbą pozwu innego kanadyjskiego zespołu pod tą samą nazwą.
Album został wydany ponownie w 2005 roku przez Atlantic Records.

## Lista utworów
1. "M & M" - 4:16
2. "Fairytale" - 4:21
3. "Nita" - 4:51
4. "Mother’s Native Instrument" - 4:56
5. "Bird in the Basement" - 3:44
6. "Recap" - 3:40
7. "When I Was a Little Girl" - 2:05
8. "Warmth of Windows" - 3:03
9. "Square Root of Me" - 3:57
10. "Absorbed" - 5:22
11. "New Orleans Is Sinking" (The Tragically Hip cover) – 1:15

## Ekipa
- Benjamin Kowalewicz – wokal
- Ian D’Sa – gitara, wokal wspierający
- Jonathan Gallant – gitara basowa, wokal wspierający
- Aaron Solowoniuk – perkusja
- Brad Nelson - Producent